# Olympische Sommerspiele 1956/Teilnehmer (Ceylon)
| Gelbes Symbol für Goldmedaillen mit stilisierten Olympischen Ringen | Graues Symbol für Silbermedaillen mit stilisierten Olympischen Ringen | Braundes Symbol für Bronzemedaillen mit stilisierten Olympischen Ringen |
| ------------------------------------------------------------------- | --------------------------------------------------------------------- | ----------------------------------------------------------------------- |
| —                                                                   | —                                                                     | —                                                                       |

Ceylon, das heutige Sri Lanka, nahm an den Olympischen Sommerspielen 1956 im australischen Melbourne mit einer Delegation von drei männlichen Sportlern an drei Wettkämpfen in zwei Sportarten teil.
Es war die dritte Teilnahme Ceylons an Olympischen Sommerspielen. 

## Teilnehmer nach Sportarten

### Boxen
- Chandrasena Jayasuriya
  - Leichtgewicht

Rang neun
Runde eins: Freilos
Runde zwei: Niederlage gegen Richard McTaggart aus Großbritannien nach Punkten

- Hempala Jayasuriya
  - Bantamgewicht

Rang 17
Runde eins: Niederlage gegen Bobby Bath aus Australien nach Punkten

### Leichtathletik
- Nagalingam Ethirveerasingam
  - Hochsprung

Qualifikationsrunde: 1,92 Meter, Rang 20, für das Finale qualifiziert
1,70 Meter: gültig, ohne Fehlversuch
1,78 Meter: ausgelassen
1,82 Meter: gültig, ohne Fehlversuch
1,88 Meter: gültig, ohne Fehlversuch
1,92 Meter: gültig, ein Fehlversuch
Finale: 1,86 Meter, Rang 21
1,80 Meter: gültig, ohne Fehlversuch
1,86 Meter: gültig, ohne Fehlversuch
1,92 Meter: ungültig, drei Fehlversuche